# Magnus Enckell

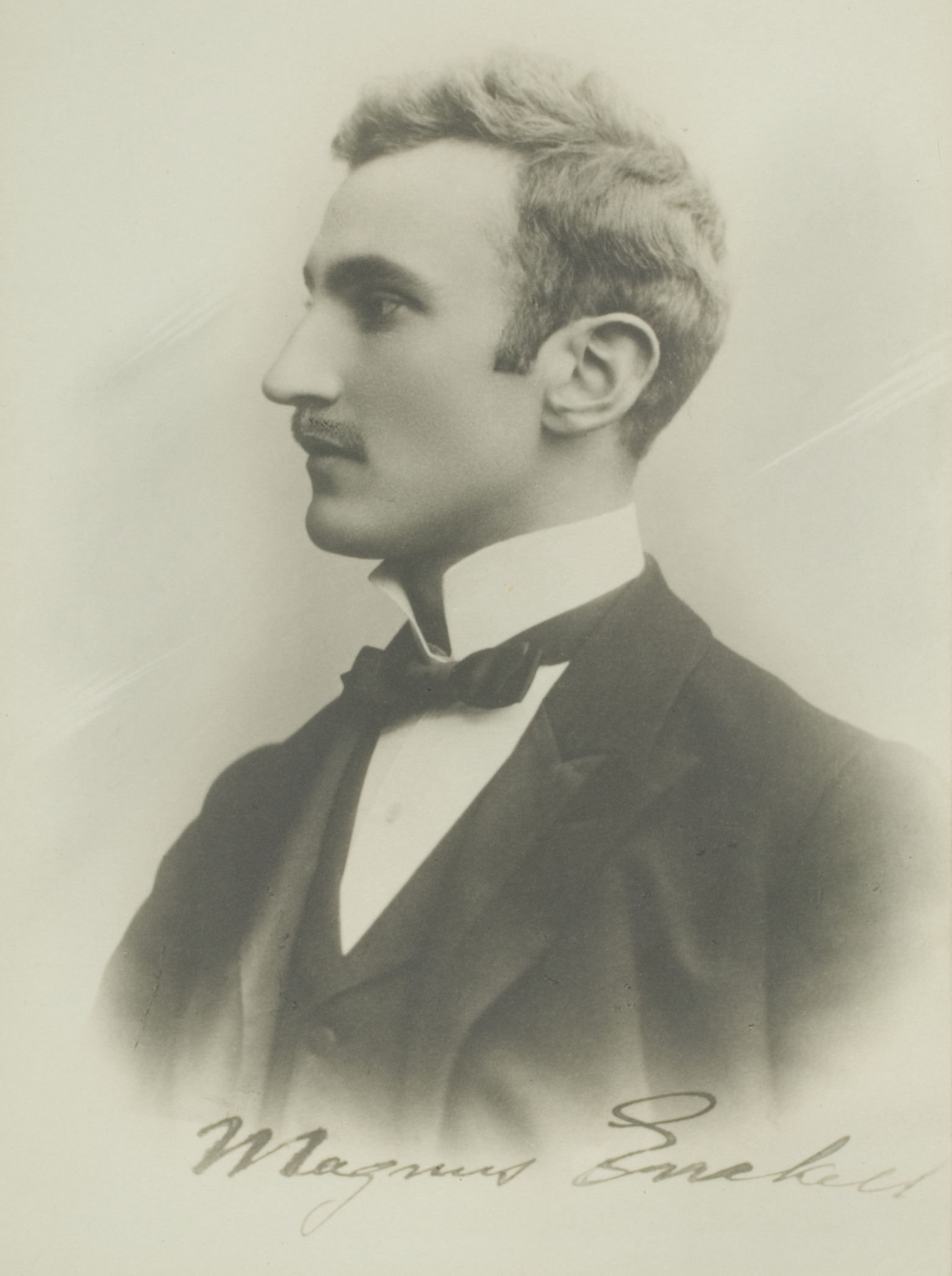
Magnus Enckell

Knut Magnus Enckell (* 9. November 1870 in Hamina; † 27. November 1925 in Stockholm, Schweden) war ein finnischer Maler.

## Leben und Werk
Magnus Enckell wuchs als jüngster von sechs Pastoren-Söhnen in der Provinzstadt Hamina im Südosten Finnlands auf. 
Enckell brach als erster finnischer Maler mit dem Naturalismus, wie er noch in den Jahren seiner Ausbildung in Helsinki 1889–1891 stilbestimmend war. Von 1891 an hielt er sich erstmals in Paris auf, er war Schüler von Jules-Joseph Lefebvre und Jean-Joseph Benjamin-Constant an der Académie Julian. Er wurde vor allem von Pierre Puvis de Chavannes beeinflusst, interessierte sich für den zu jener Zeit modernen Spiritualismus und übernahm die Ideen der Literaten des Symbolismus. Während eines Aufenthalts in der Bretagne führte er zwei Gemälde in sparsamer Farbgebung aus, Selbstporträt und Bretonische Frau. Er begeisterte sich für die Renaissance und die idealistischen und mystischen Vorstellungen von Sâr Péladan, aus denen er auch das androgyne Schönheitsideal seiner Werke bezog. 
Sein bevorzugtes Sujet waren Knaben und junge Männer, in denen er seiner Faszination des männlichen Körpers facettenreich Ausdruck verlieh; vor allem in seinen Aquarellen und Zeichnungen dominiert der männliche Akt. Das Erwachen malte er während seines zweiten Paris-Aufenthalts 1893, dabei steigerte er seinen Stil reduzierter Komposition und transparenter Farben noch weiter. 

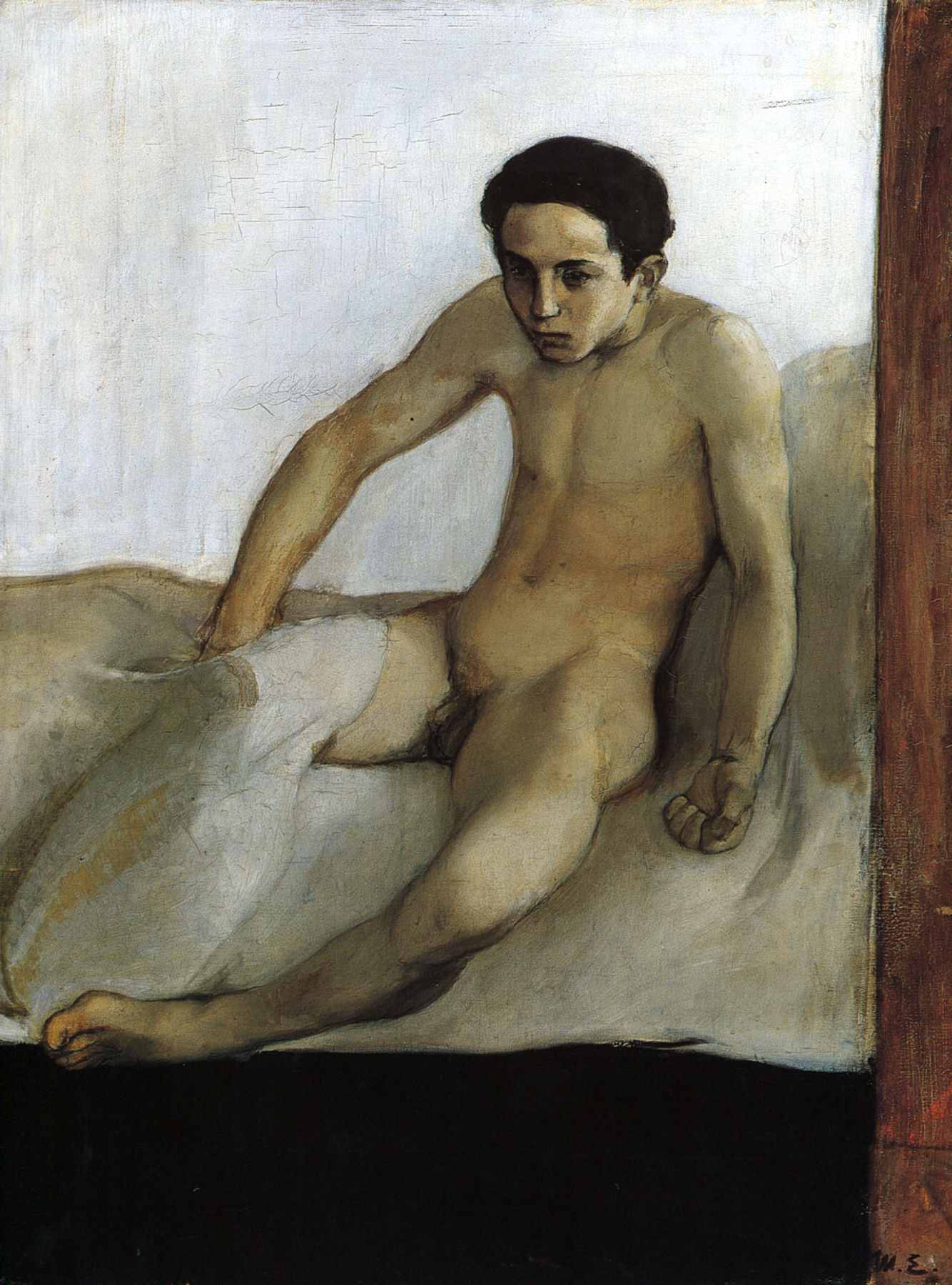
Das Erwachen (1893)

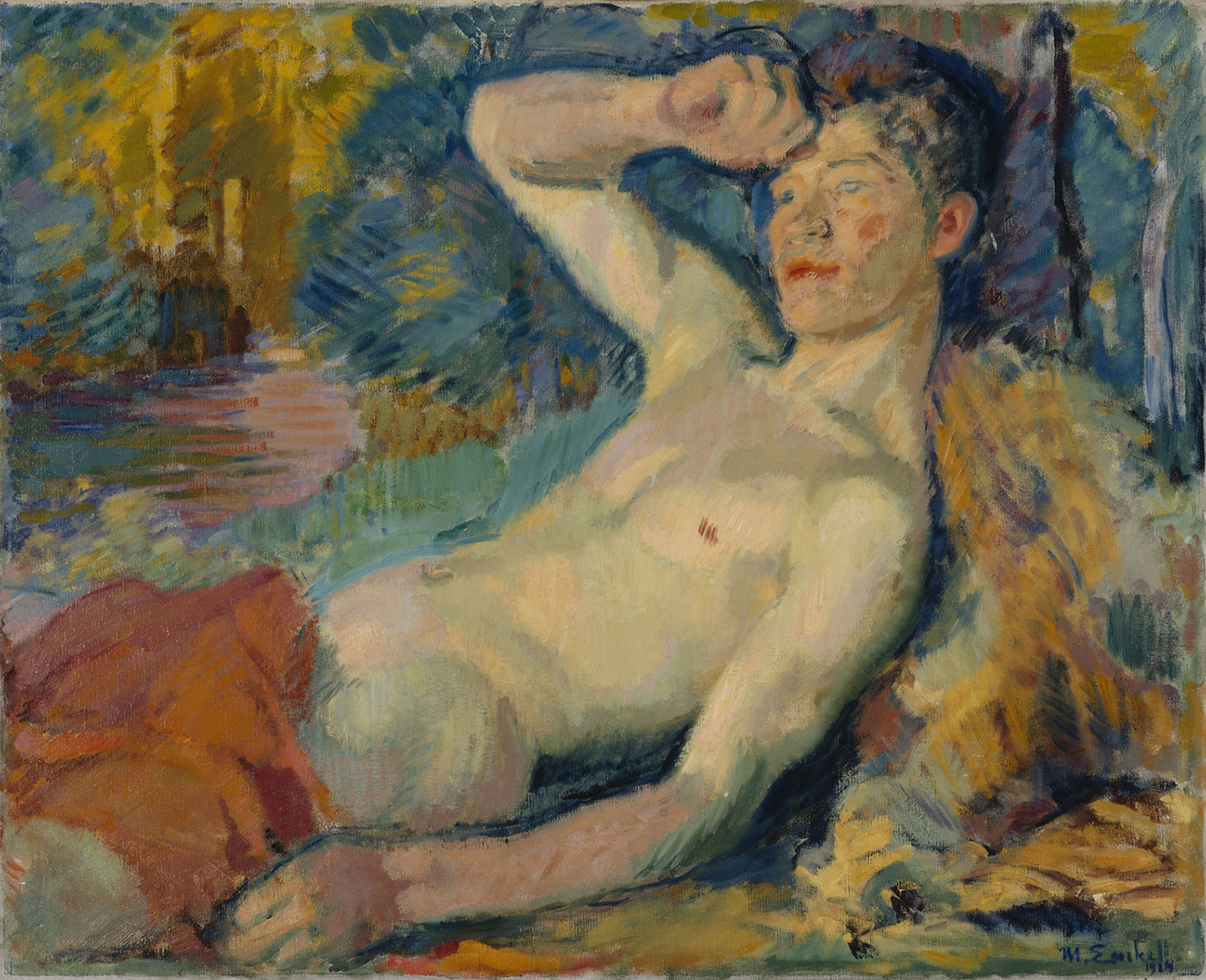
Der Faun (1914)

1894 und 1895 besuchte Enckell Mailand, Florenz, Ravenna, Siena und Venedig. Dies waren Jahre eines schmerzhaften inneren Konflikts, seine Werke waren Ausdruck der Beziehung zwischen der Kunst und dem Leben. Die in Italien verbrachten Jahre verliehen seiner Malerei mehr Farbe und ihm selbst eine optimistischere Grundhaltung. In den ersten Jahren des 20. Jahrhunderts entwickelte er zeitweise eine etwas farbenfrohere, leuchtendere Malerei, mit post-impressionistischen Einflüssen. Beispiel dafür ist die Bildfolge Das Baden. Zusammen mit Verner Thomé und Ellen Thesleff gründete Enckell die Gruppe Septem, in der sich Maler, die seine Überzeugungen teilten, fanden.

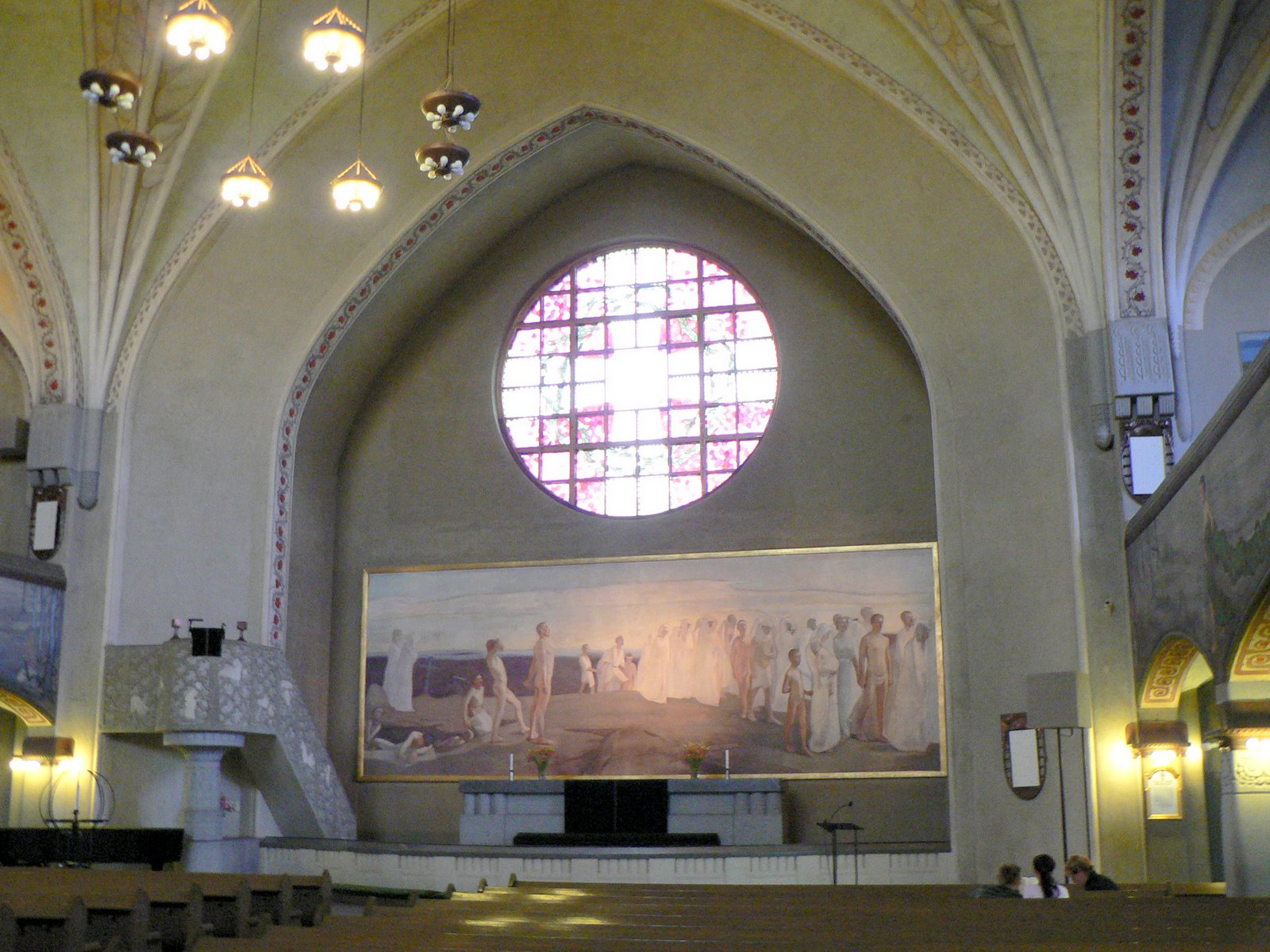
Altargemälde im Dom zu Tampere

1907 erhielt Enckell den Auftrag für das Altargemälde der neuen Domkirche in Tampere. Das über 10 m breite und fast 4 m hohe Fresko zeigt in reduzierter Farbgebung die Auferstehung, Menschen aller Rassen und Nationalitäten steigen aus ihren Gräbern und schreiten dem Himmel entgegen. Bemerkenswert, dass es ihm gelang, selbst in einer Kirche an zentraler Stelle zwei Männer darzustellen, die sich die Hand reichen, um ins neue, ewige Leben zu gehen.
Im Jahr 1920 kaufte Enckell Villa Eka von Ellan de la Chapelle, die Ehefrau von Albert Edelfelt.
1925 starb Enckell in Stockholm und wurde in seiner Heimatstadt begraben.